# Mnichovo Hradiště

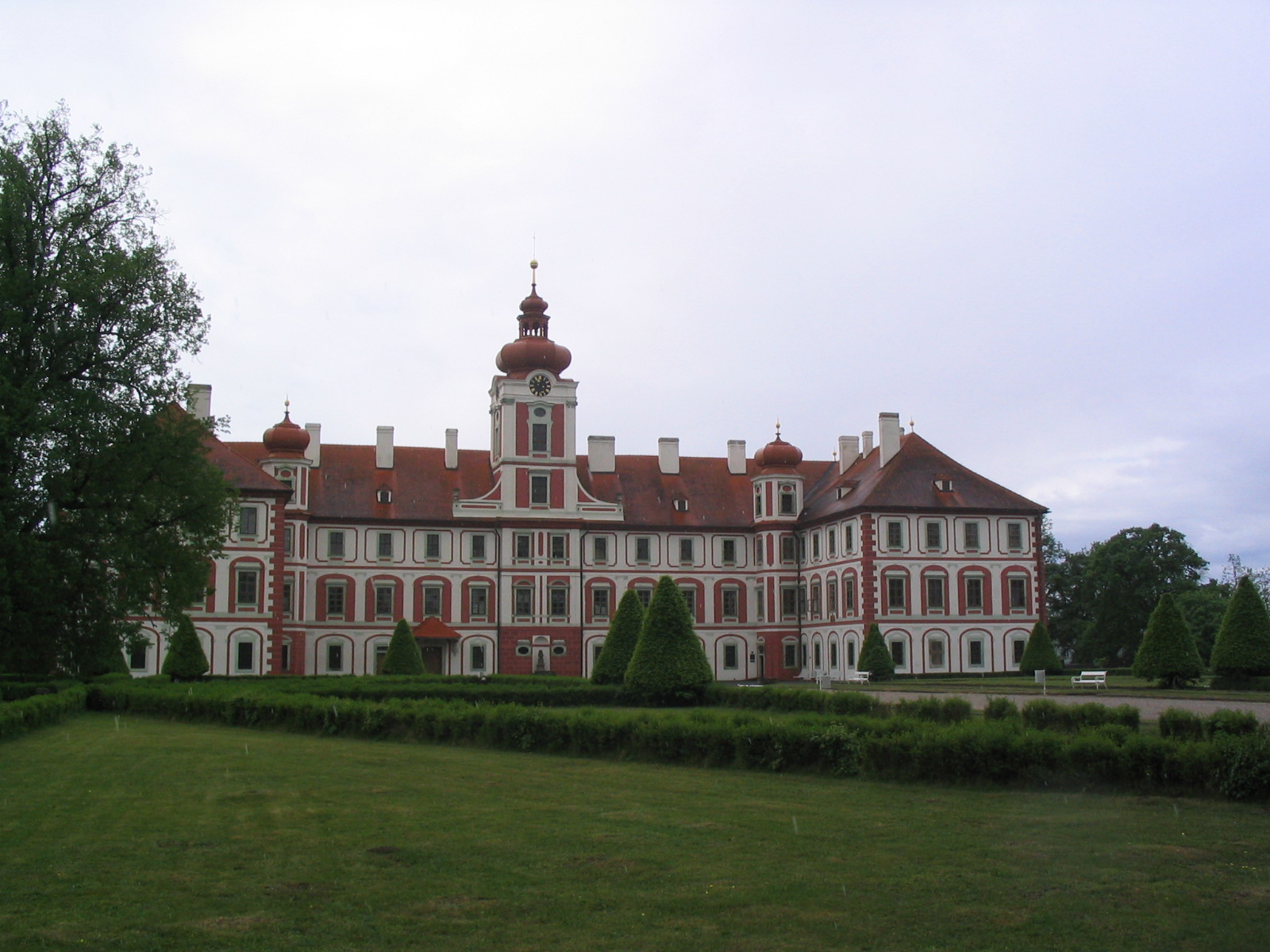
Mnichovo Hradiště - zamek

Mnichovo Hradiště (niem. Münchengrätz) − miasto w Czechach, w kraju środkowoczeskim. Według danych z 31 grudnia 2016 powierzchnia miasta wynosiła 3 433 ha, a liczba jego mieszkańców 8 588 osób.

## Historia
W 1145 na miejscu późniejszego miasta założono klasztor. Pierwsza wzmianka o osadzie pojawiła się w roku 1279. W 1420 r. spłonął klasztor i już nigdy nie był odbudowany. W 1833 w Münchengrätz Rosja i Austria podpisały układ, na mocy którego zobowiązały się wspólnie zwalczać ruchy rewolucyjne.

## Gospodarka
W mieście rozwinął się przemysł samochodowy, włókienniczy oraz spożywczy.
W miejscowości znajduje się stacja kolejowa Mnichovo Hradiště.

## Demografia
| Rok             | 1970  | 1980  | 1991  | 2001  | 2003  |
| --------------- | ----- | ----- | ----- | ----- | ----- |
| Liczba ludności | 6 920 | 8 009 | 8 435 | 8 393 | 8 368 |

Źródło: Czeski Urząd Statystyczny